# 道善寺 (南砺市)
道善寺（どうぜんじ）は、富山県南砺市（旧上平村）新屋地区にある真宗大谷派の寺院である。
庄川を挟んで対岸の行徳寺とともに妙好人として名高い赤尾の道宗ゆかりの寺院であり、赤尾谷の庄川東岸地域の中心的寺院である。

## 概要
新屋道善寺には白山系の八幡信仰、熊野権現信仰にかかる記録や遺址があり、このような汎浄土的念仏信仰を基板として浄土真宗が広まったものと考えられている。
室町時代の後半、文明年間に本願寺8代蓮如が越前国吉崎御坊に滞在したことにより、北陸地方で真宗門徒が急増し、五ヶ山地方にも本格的に真宗が広まりつつあった。最初に五箇山地方に教線を伸ばしたのは越前国の和田本覚寺で、新屋も含め赤尾谷のほとんどの寺院は本覚寺下の道場として始まっている。この本覚寺門徒で赤尾谷出身の浄徳という僧があり、この浄徳の甥が妙好人として名高い赤尾の道宗であった。
道宗ゆかりの寺としては赤尾行徳寺が著名であるが、新屋道善寺も道宗を開基とすることで知られる。「新屋道場由来記」によると、中世の赤尾谷地域は（1）平瀬氏の治める新屋を中心とした庄川東岸一帯、（2）角淵氏の治める西赤尾を中心とした庄川西岸南部一帯、（3）高桑氏の治める漆谷を中心とした庄川西岸北部一帯、の三地域に分かれていたという。
そして、「新屋道場由来記」は弥七=道宗を平瀬氏の出とし、長じて本願寺8代蓮如の教えを受けた道宗は角淵氏の治める西赤尾に赤尾道場（後の行徳寺）を開いた。しかしこの頃、戦乱が続いていたことから赤尾道場が破却されることを恐れ、改めて高桑氏の治める庄川東岸の新屋に立てられた道場が道善寺の前身であるとする。また、新屋の山内権烝の息子次郎右衛門なる人物が行者として道宗と交流しており、晩年の道宗が蓮如より頂戴した本尊や名号を次郎右衛門に預けたものが、現在も道善寺に伝えられていると述べる。
以上の「新屋道場由来記」に基づく寺伝は行徳寺側の寺伝と食い違う箇所もあるが、道善寺所蔵の「弥七宛蓮如消息」「天十物語」は戦国期五箇山に関する第一級同時代史料として重視されている。また、56通しか現存しない蓮如の真筆の内、1通が道善寺に所蔵されている。
天文21年（1552年）10月27日付五箇山十日講起請文には五箇山各村の有力者の署名があるが、「新屋」集落名を冠した人物の署名がない。ただし、「赤尾谷」の筆頭署名者である「唯通重家」こそが新屋道場＝道善寺の始祖ではないかとする説がある（赤尾行徳寺は既に寺号を有していたことから署名者になり得ず、次点として赤尾谷で2番目に大きい集落である新屋の有力者が筆頭署名者にふさわしいため）。
享保6年（1721年）には木仏を下付されると同時に「道善寺」の寺号も与えられたが、これ以後も実態としては道場のまま運営が続いた。文化8年（1808年）には現在の本堂が再建され、昭和28年（1953年）6月に改めて「道善寺」の寺号を得ている。

## 五箇山の本覚寺下道場

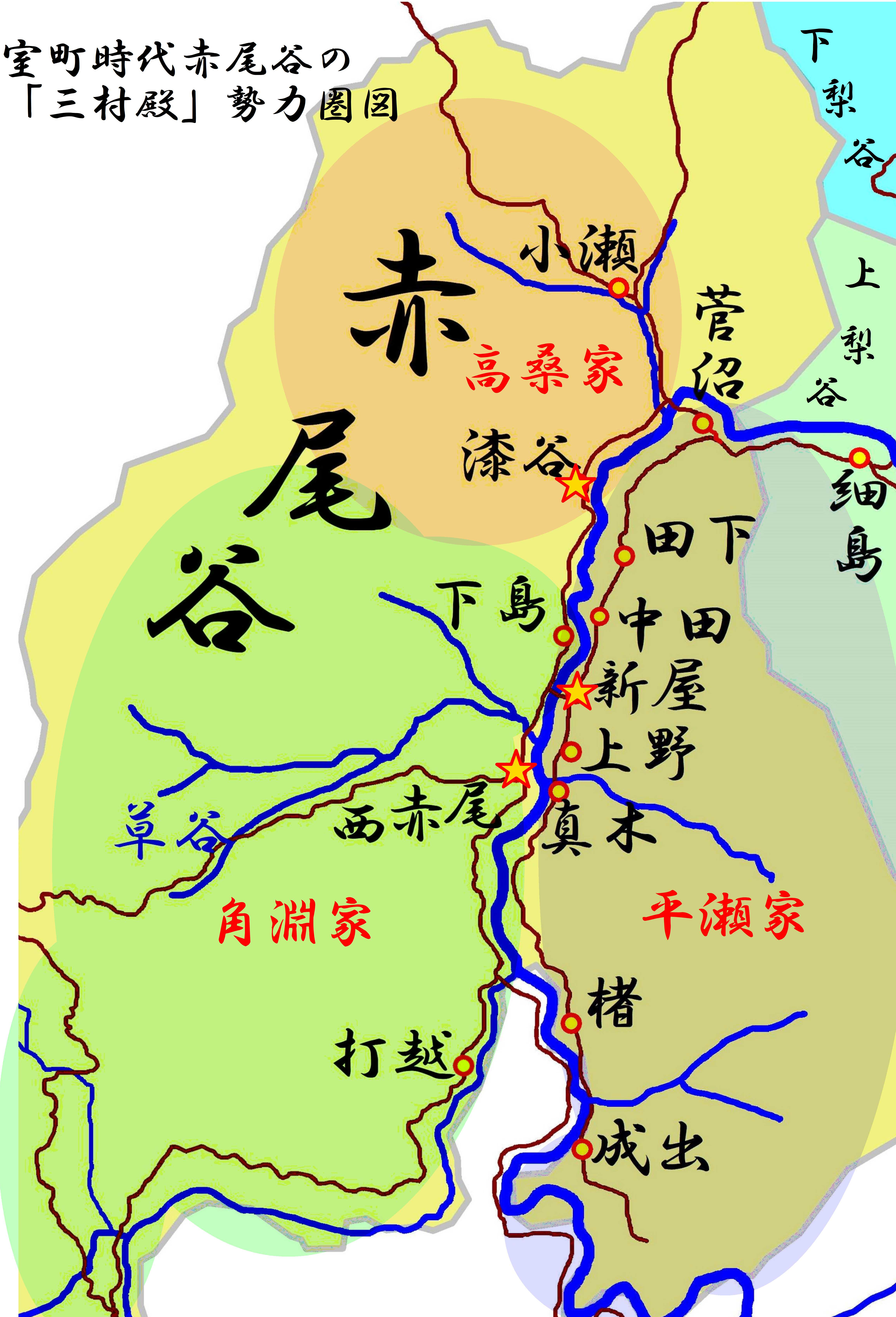
室町時代五箇山赤尾谷の「三村殿」勢力圏図。

上述したように道善寺は越前国和田本覚寺下の道場として始まった寺院であり、周辺の赤尾谷・上梨谷のほとんどの寺院も元は本覚寺下道場であった。戦国時代に本覚寺下道場であった道場は、本願寺の東西分派時に東方の小松本覚寺と、西方の鳥羽野万法寺にそれぞれ別れ、これが現代まで引き継がれている。
道善寺は中世に庄川東岸一帯を支配した平瀬氏の勢力圏を継承しており、当初は新屋・真木・上野・中田・田ノ下・菅沼の諸村に門徒を有していた。その後、享保年間（1716年-1736年）に上野村と中田村が共同の道場（上中田念仏道場）を持ち、道善寺は新屋・真木・上野3か村の寺となった。この3か村は宮（現東赤尾八幡宮）も共同で持つなど、密接な繋がりを有している。
| 戦国時代             | 戦国時代 | 江戸時代               | 江戸時代   | 近現代                 | 近現代         |
| -------------------- | -------- | ---------------------- | ---------- | ---------------------- | -------------- |
| 越前国 和田 本覚寺下 | 小原道場 | 越前国 鳥羽野 万法寺下 | 小原道場   | 福井県 鯖江市 万法寺下 | 小原道場       |
| 越前国 和田 本覚寺下 | 細島道場 | 越前国 鳥羽野 万法寺下 | 細島道場   | 福井県 鯖江市 万法寺下 | 細島道場       |
| 越前国 和田 本覚寺下 | 相倉道場 | 越前国 鳥羽野 万法寺下 | 相倉道場   | 福井県 鯖江市 万法寺下 | 相倉道場       |
| 越前国 和田 本覚寺下 | 漆谷道場 | 越前国 鳥羽野 万法寺下 | 漆谷道場   | 福井県 鯖江市 万法寺下 | 漆谷道場       |
| 越前国 和田 本覚寺下 | 中畑道場 | 加賀国 小松 本覚寺下   | 中畑道場   | 中畑本教寺             | 中畑本教寺     |
| 越前国 和田 本覚寺下 | 中畑道場 | 加賀国 小松 本覚寺下   | 見座道場   | 見座見覚寺             | 見座見覚寺     |
| 越前国 和田 本覚寺下 | 上梨道場 | 加賀国 小松 本覚寺下   | 上梨道場   | 上梨円浄寺             | 上梨円浄寺     |
| 越前国 和田 本覚寺下 | 皆葎道場 | 加賀国 小松 本覚寺下   | 皆葎道場   | 皆葎皆蓮寺             | 皆葎皆蓮寺     |
| 越前国 和田 本覚寺下 | 楮村道場 | 加賀国 小松 本覚寺下   | 楮村道場   | 楮村聖光寺             | 楮村聖光寺     |
| 越前国 和田 本覚寺下 | 新屋道場 | 加賀国 小松 本覚寺下   | 新屋道場   | 新屋道善寺             | 新屋道善寺     |
| 越前国 和田 本覚寺下 | 新屋道場 | 加賀国 小松 本覚寺下   | 上中田道場 | 上中田念仏道場         | 上中田念仏道場 |
| 越前国 和田 本覚寺下 | 赤尾道場 | 赤尾行徳寺             | 赤尾行徳寺 | 赤尾行徳寺             | 赤尾行徳寺     |
| 越前国 和田 本覚寺下 | 下嶋道場 | 赤尾行徳寺下           | 下嶋道場   | 赤尾行徳寺下           | 下嶋道場       |